# Bitwa pod Dałan Bałdżit
Bitwa pod Dałan Bałdżit - bitwa stoczona w 1182 między Czyngis-chanem, a Dżamuką.
Była pierwszym starciem zbrojnym Temudżina z opozycją mongolską po ogłoszeniu się przez niego Czyngis-chanem. Bezpośrednią przyczyną wojny było zabicie brata Dżamuki Tajczara przez jednego z wodzów Czyngis-chana. Po ogłoszeniu wyprawy do Dżamuki przyłączyło się 13 plemion mongolskich. Źródła zgadzają się co do liczebności armii Czyngis-chana: dysponował on ok. 10000 ludzi, natomiast różnie oceniają armię jego przeciwnika: od 10 do 30 tysięcy żołnierzy. Różnią się też co do wyniku bitwy, jednak współcześnie uznaje się tu wiarygodność Tajnej historii Mongołów, która mówi o zwycięstwie Dżamuki. Po bitwie Dżamuka miał zabić kilkudziesięciu członków rodu mordercy swego brata, a następnie wraz ze swoim plemieniem opuścić armię, która rozpadła się po jego odjeździe.